# 木更津市消防本部
木更津市消防本部（きさらづししょうぼうほんぶ）は、千葉県木更津市の消防部局（消防本部）。管轄区域は木更津市全域と、東京湾アクアライン橋梁部（上下線）およびトンネル部上り線。

## 概要
- 消防本部：木更津市潮見2-8
- 管内面積：138.71km2
- 職員定数：191人
- 消防署1カ所、分署4カ所、出張所2カ所
- 主力機械（2019年4月1日現在）
  - 普通消防ポンプ自動車：1
  - 水槽付消防ポンプ自動車：7
  - 小型動力ポンプ付積載車：1
  - はしご付消防自動車：2
  - 化学消防自動車：1
  - 救急自動車：7
  - 指揮車：3
  - 救助工作車：1
  - 小型動力ポンプ積載車：1
  - 広報車：2
  - 支援車：1
  - その他：2

【主力機械に関する参考文献：令和5年消防年報（木更津市消防本部）]】

## 沿革
- 1951年4月1日　木更津市消防本部を開設
- 1972年11月 はしご付消防ポンプ自動車（30ｍ級）配備（本署）、潮見２丁目８番地に消防庁舎移転（鉄筋コンクリート２階建新築）
- 1985年3月 救助工作車配備（本署）
- 1992年3月 清川出張所に屈折はしご付消防ポンプ自動車（20ｍ級）を配備
- 1994年12月 30m級はしご付消防自動車を38ｍ級に更新整備（本署配備）
- 1996年10月 金田分署開設
- 1997年12月 「東京湾アクアライン消防相互 応援協定」を川崎市と締結。東京湾アクアラインの一部を管轄区域とする。消火活動車、救助活動車、救急活動車を海ほたるに配備。
- 1999年3月 救助工作車をⅡ型に更新整備（本署）
- 2008年3月 38ｍ級はしご付消防自動車のオーバーホールを実施
- 2013年2月 清川出張所の屈折はしご付消防ポンプ自動車を15ｍ級はしご付消防ポンプ自動車に更新整備
- 2013年4月 波岡出張所に高規格救急自動車を新規配備、波岡出張所を波岡分署へ名称変更
- 2014年3月 消防署の化学消防ポンプ自動車を更新整備、 富来田分署の消防ポンプ自動車（CAFS 付）を更新整備
- 2015年2月 消防署の高規格救急車を更新配備
- 2015年9月 緊急消防援助隊として消火小隊、後方支援小隊を茨城県常総市に派遣(８名)
- 2015年11月 本部指揮2を更新配備
- 2016年3月　消防署の指揮車を新たに整備
- 2019年2月 金田分署の水槽付消防ポンプ自動車を更新配備
- 2019年3月 消防署の40mはしご自動車を更新配備
- 2019年9月 木更津市消防本部・消防署を移転運用開始
- 2019年10月 消防署所再配置計画に基づき長須賀分署を廃止し、長須賀分署の水槽付き消防ポンプ自動車を本署へ配備、高規格救急自動車を清川出張所へ配備
- 2019年10月 清川出張所を清川分署へ格上げし運用開始
- 2020年12月 災害用多目的支援車(木更津救助2)を消防署に配備
- 2021年2月  金田分署の高規格救急車を更新配備
- 2023年1月  清川分署の高規格救急車を更新配備
- 2023年3月  消防署の救助工作車Ⅲ型を更新配備

【参考文献：令和5年版 消防統計（木更津市消防本部）】

## 組織
- 本部－消防総務課、予防課、警防課
- 消防署－消防課

## 消防署
| 消防署         | 住所    | 分署                                                              | 出張所           |
| -------------- | ------- | ----------------------------------------------------------------- | ---------------- |
| 木更津市消防署 | 潮見2-8 | 富来田：真里谷156 金田：中島2113 波岡：下烏田813-1 清川：中尾1915 | 高柳：本郷2-4-31 |

※木更津市においての分署と出張所の違いは、救急自動車1台を配置した施設が分署、救急自動車を配置していない施設が出張所である。